# Radio Nacional de Venezuela
Radio Nacional de Venezuela C.A. (también conocida por sus siglas: RNV) es la emisora oficial del Estado venezolano, formando parte del Sistema Bolivariano de Comunicación e Información.

## Historia
Fue creada el 29 de julio de 1936  por decreto presidencial de Eleazar López Contreras. Su primera emisión fue en diciembre de ese año desde el Palacio de Miraflores. Tenía por nombre Radio Difusora Nacional de Venezuela (RDNV) y salía al aire por la frecuencia de 630 kHz en amplitud modulada. En 1941 contaba con una unidad móvil y equipos de transmisión modernos. Para 1943 usaba un transmisor de dos kilovatios.
En 1945, la emisora es adscrita a la Dirección de Cultura del Ministerio de Educación. En aquel año, la estación poseía una orquesta sinfónica, grupos de cámara, solistas y un teatro experimental. En 1946, el Teatro Nacional es acondicionado como estudios de RDNV.  El horario de transmisión era de once de la mañana a dos de la tarde, y desde cinco de la tarde hasta las once de la noche.
En 1947, RDNV es trasladada a una nueva sede en el centro de Caracas, entre las esquinas de Llaguno y Cuartel Viejo, y se instala aparte una planta radiotransmisora de 10 kilovatos de potencia en el sector de Los Magallanes de Catia. En ese mismo año, la emisora es mudada a la urbanización Santa Eduvigis en Caracas y tiene un transmisor de un kilovatio, para operar en 630 kHz y otro de diez kilovatios, para la banda de 60 metros. En 1948, el control de la radio es transferida al Ministerio de Interior.
La sede de la estación es cambiada en 1958 a su ubicación actual: el Pedregal de Chapellín, al final de la calle Las Marías con Vaamonde. En noviembre del mismo año se edita el primer Boletín de Programas de la radio.
La radio abrió una segunda frecuencia en 1050 kHz en los años 1960. La nueva frecuencia, llamada Canal Ligero, difundía música ligera y programas culturales e informativos con el respaldo de los servicios de la France Press, United Press, ANSA y DPA; así como programas infantiles.
El 8 de julio de 1987,  Radio Nacional de Venezuela se convierte en servicio autónomo mediante Decreto Presidencial N.º 1.643, publicado en Gaceta Oficial de la República de Venezuela N.º 33.755* , de la misma fecha. RNV quedó adscrita a la Oficina Central de Información (OCI).
Desde el 20 de agosto de 2002, RNV pasa a depender del Ministerio de Comunicación y la Información. Desde entonces, se inició un proceso de expansión de frecuencias de la cadena en distintas partes de Venezuela. 
RNV es la red de emisoras con mayor cobertura en el territorio venezolano. Actualmente la presidencia de la institución está a cargo de la periodista Isbemar Jiménez y la Gerencia General de Contenidos, a cargo de la periodista Nieves Valdez.

### RNV Región Central
Transmite desde Campo de Carabobo, a unos 45 kilómetros del centro de Valencia, y su dial es 90.5 FM y 770 AM. Transmite para Carabobo, Aragua, Cojedes y norte del estado Guárico. También se escucha en algunos municipios de Yaracuy y en Los Teques, capital del estado Miranda, y sus adyacencias. Inició sus transmisiones el 8 de noviembre de 2008. Posee cerca de 20 espacios de producción local que tocan las necesidades de las comunidades.